# Валя-Маре (Караш-Северін)
Валя-Маре (рум. Valea Mare) — село у повіті Караш-Северін в Румунії. Входить до складу комуни Фирліуг.
Село розташоване на відстані 357 км на захід від Бухареста, 23 км на північ від Решиці, 53 км на південний схід від Тімішоари.

## Населення
За даними перепису населення 2002 року у селі проживали 164 особи, усі — румуни. Усі жителі села рідною мовою назвали румунську.